# Gemeinde Ferizaj
Die Gemeinde Ferizaj (albanisch Komuna e Ferizajt, serbisch Општина Урошевац Opština Uroševac) ist eine Gemeinde im Kosovo. Sie liegt im Bezirk Ferizaj. Verwaltungssitz ist die Stadt Ferizaj.

## Geographie
Die Gemeinde Ferizaj befindet sich im Südosten des Kosovo. Im Süden grenzt sie an die Gemeinde Kaçanik, die Fläche beträgt 345 km². Zusammen mit den Gemeinden Han i Elezit, Kaçanik, Shtime und Štrpce bildet sie den Bezirk Ferizaj.

## Bevölkerung
Die aktuellste amtliche Schätzung von 2021 beziffert die Einwohnerzahl der Gemeinde auf 106.286.
Die Volkszählung aus dem Jahr 2011 ergab für die Gemeinde Ferizaj eine Einwohnerzahl von 108.610, davon bezeichneten sich 104.152 (95,90 %) als Albaner, 3629 als Aschkali, 204 als Roma, 83 als Bosniaken, 64 als Goranen, 55 als Türken und 32 Serben.
107.121 deklarierten sich als Muslime, 413 als Katholiken, 64 geben keine Antwort an, 45 als Orthodoxe und 41 gehören keiner Religionsgemeinschaft an.
| Zensus    | 1953   | 1961   | 1971   | 1981   | 1991    | 2011    | 2021    |
| --------- | ------ | ------ | ------ | ------ | ------- | ------- | ------- |
| Einwohner | 34.561 | 41.881 | 59.140 | 83.945 | 113.668 | 108.610 | 106.286 |

| Ethnie    | Albaner | Serben | Türken | Bosniaken | Roma | Aschkali | Goranen | Andere | Unbekannt | Antwort verweigert |
| --------- | ------- | ------ | ------ | --------- | ---- | -------- | ------- | ------ | --------- | ------------------ |
| Einwohner | 104.152 | 32     | 55     | 83        | 204  | 3629     | 64      | 102    | 220       | 45                 |

| Religion  | Muslime | Orthodoxe | Katholiken | Atheisten | Andere | Unbekannt | Antwort verweigert |
| --------- | ------- | --------- | ---------- | --------- | ------ | --------- | ------------------ |
| Einwohner | 107.121 | 45        | 413        | 41        | 64     | 314       | 612                |

## Orte
Die Liste der Orte in Ferizaj gibt einen Überblick über die Wohnorte, welche zur Gemeinde gehören.
| Albanisch             | Serbisch           | Einwohnerzahl (Volkszählung 2011) |
| --------------------- | ------------------ | --------------------------------- |
| Bablak                | Babljak            | 258                               |
| Babush i Serbëve      | Srpski Babuš       | 235                               |
| Balaj                 | Balić              | 992                               |
| Bibaj                 | Biba               | 1180                              |
| Burrnik               | Burnik             | 46                                |
| Cërnilla              | Crnilo             | 957                               |
| Doganaj               | Doganjevo          | 1100                              |
| Dramjak               | Dramnjak           | 1235                              |
| Ferizaj               | Uroševac           | 42628                             |
| Fshat i Vjetër        | Staro Selo         | 992                               |
| Gaçka                 | Gatnje             | 2368                              |
| Gërlica               | Grlica             | 323                               |
| Greme                 | Grebno             | 4421                              |
| Jezerce               | Jezerc             | 454                               |
| Komogllava            | Kamena Glava       | 4404                              |
| Koshara               | Košara             | 2077                              |
| Kosin                 | Kosina             | 1082                              |
| Lloshkobara           | Laškobare          | 2075                              |
| Manastirca            | Manastirce         | 1346                              |
| Mirash                | Stari Miraš        | 1883                              |
| Mirosala              | Mirosavlje         | 1427                              |
| Muhoc                 | Muhovce            | 686                               |
| Nekodim               | Nekodim            | 3718                              |
| Nerodima e Epërme     | Gornje Nerodimlje  | 1648                              |
| Nerodima e Poshtmë    | Donje Nerodimlje   | 1337                              |
| Papaz                 | Papaz              | 516                               |
| Pleshina              | Plešina            | 4506                              |
| Pojata                | Pojatište          | 1047                              |
| Prelez i Jerlive      | Jerli Prelez       | 1510                              |
| Prelez i Muhaxherëve  | Muhadžer Prelez    | 982                               |
| Rahovica              | Rahovica           | 1257                              |
| Rakaj                 | Raka               | 976                               |
| Sazli                 | Sazlija            | 782                               |
| Slivova               | Slivovo            | 1490                              |
| Softaj                | Softović           | 496                               |
| Sojeva                | Sojevo             | 1530                              |
| Surçina               | Svrčina            | 222                               |
| Talinoc i Jerlive     | Jerli Talinovac    | 3428                              |
| Talinoc i Muhaxherëve | Muhadžer Talinovac | 1961                              |
| Tankosiq              | Tankosić           | 2096                              |
| Tërn                  | Trn                | 1138                              |
| Varosh                | Varosh Selo        | 2483                              |
| Zaskok                | Zaskok             | 643                               |
| Zllatar               | Zlatare            | 1203                              |